# مورا (لاعب كرة قدم)
مورا هو لاعب كرة قدم برازيلي في مركز الدفاع، ولد في 4 فبراير 1944 في ريسيفي في البرازيل. لعب مع بوتافوغو ريغاتاس.

## وصلات خارجية
- مورا (لاعب كرة قدم) على موقع الاتحاد الدولي (مؤرشف)  (الإنجليزية)
- مورا (لاعب كرة قدم) على موقع قاعدة بيانات كرة القدم.إي يو (الإنجليزية)
- مورا (لاعب كرة قدم) على موقع أوليمبيديا (الإنجليزية)